# メルセデス・F1 W04
メルセデス F1 W04 (Mercedes F1 W04) は、メルセデスAMG F1が2013年のF1世界選手権参戦用に開発したフォーミュラ1カー。

## 概要
中国GPで復帰後初優勝を記録したにもかかわらず、コンストラクターズ選手権5位という不本意な形で終えた2012年シーズンに続き、チーム代表ロス・ブラウンは、チームのエンジニアリングポジションに広範な変更を加えた。フェラーリからアルド・コスタ、HRT F1チームからジェフ・ウィリス、ロータスF1チームからマイク・エリオットが加入。これと並行してメルセデスで長年モータースポーツ担当副社長を務めていたノルベルト・ハウグが去り、ウィリアムズのエグゼクティブディレクターを務めていたトト・ウォルフが就任した。
また、ドライバー面では引退したミハエル・シューマッハの後任としてルイス・ハミルトンがマクラーレンから移籍。ニコ・ロズベルグとタッグを組んだ。
不本意な形で終わった前年に比べ、マシンの戦闘力も大幅に向上。2013年シーズンはレッドブルのセバスチャン・ベッテルによる記録的な圧勝劇の中、ロズベルグがモナコとイギリス、ハミルトンがハンガリーをそれぞれ制した。
ドライバーズランキングではハミルトンが4位、ロズベルグが6位。コンストラクターズランキングでもフェラーリを僅差で抜きレッドブルに次いでランキング2位になるなど大躍進を遂げ、2010年に参戦して以来、最高の成績を収めシーズンを終えた。

## スペック
ソース

### シャーシ
- シャーシ名 F1 W04[1]
- 全長 5,094 mm
- 全幅 1,800 mm
- 全高 950 mm
- シャーシ構造 カーボンファイバー/ハニカムコンポジット構造
- サスペンション ウィッシュボーンおよびプッシュロッド（前）/プルロッド（後）
- ダンパー ペンスキー
- ホイール アドヴァンティ 鍛造マグネシウム
- タイヤ ピレリ P Zero
- ブレーキキャリパー ブレンボ
- ブレーキディスク・パッド ブレンボ カーボンファイバーディスクブレーキ
- ステアリング ラック・アンド・ピニオン（パワーアシスト付）カーボンファイバー製ステアリング・ホイール
- エレクトロニクス FIA指定標準ECU、FIA公認電子機器および電子システム
- ギアボックス セミオートマチック 電子油圧制御シーケンシャル 7速＋リバース1速 カーボン製メインケース
- クラッチ カーボンプレート

### エンジン
- エンジン名 メルセデス・ベンツ FO108F
- 気筒数・角度 V型8気筒・90度
- 排気量 2,400 cc
- 最高回転数 18,000 rpm (FIA規定値)
- バルブ数 32
- ピストンボア 98 mm (FIA規定値)
- 重量 95 kg （FIA規定最低重量）

## 記録
| 年   | No. | ドライバー | 1   | 2   | 3   | 4   | 5   | 6   | 7   | 8   | 9   | 10  | 11  | 12  | 13  | 14  | 15  | 16  | 17  | 18  | 19  | ポイント | ランキング |
| 年   | No. | ドライバー | AUS | MAL | CHN | BHR | ESP | MON | CAN | GBR | GER | HUN | BEL | ITA | SIN | KOR | JPN | IND | ABU | USA | BRA | ポイント | ランキング |
| ---- | --- | ---------- | --- | --- | --- | --- | --- | --- | --- | --- | --- | --- | --- | --- | --- | --- | --- | --- | --- | --- | --- | -------- | ---------- |
| 2013 | 9   | ロズベルグ | Ret | 4   | Ret | 9   | 6   | 1   | 5   | 1   | 9   | 19† | 4   | 6   | 4   | 7   | 8   | 2   | 3   | 9   | 5   | 360      | 2位        |
| 2013 | 10  | ハミルトン | 5   | 3   | 3   | 5   | 12  | 4   | 3   | 4   | 5   | 1   | 3   | 9   | 5   | 5   | Ret | 6   | 7   | 4   | 9   | 360      | 2位        |

- 太字はポールポジション、斜字はファステストラップ。(key)
- † はリタイヤだが、レース距離の90%走行のため完走扱い。